# Murum
Murum là một thành phố và là nơi đặt hội đồng đô thị (municipal council) của quận Osmanabad thuộc bang Maharashtra, Ấn Độ.

## Địa lý
Murum có vị trí 18°04′B 74°19′Đ / 18,07°B 74,32°Đ Nó có độ cao trung bình là 548 mét (1797 feet).

## Nhân khẩu
Theo điều tra dân số năm 2001 của Ấn Độ, Murum có dân số 17.232 người. Phái nam chiếm 51% tổng số dân và phái nữ chiếm 49%. Murum có tỷ lệ 63% biết đọc biết viết, cao hơn tỷ lệ trung bình toàn quốc là 59,5%: tỷ lệ cho phái nam là 73%, và tỷ lệ cho phái nữ là 53%. Tại Murum, 15% dân số nhỏ hơn 6 tuổi.